# Cecropia distachya
Cecropia distachya är en nässelväxtart som beskrevs av Huber. Cecropia distachya ingår i släktet Cecropia och familjen nässelväxter. Inga underarter finns listade i Catalogue of Life.